# SS Jagiełło
SS Jagiełło – średniej wielkości statek pasażerski, pływający pod polską banderą w latach 1948–1949, a następnie wycofany z eksploatacji z powodu nieopłacalności oraz powojennych uwarunkowań politycznych, które nie sprzyjały rozwojowi polskiej floty pasażerskiej, i ostatecznie przekazany ZSRR.

## Historia
Statek został zbudowany dla armatora tureckiego w stoczni Blohm und Voss w Hamburgu, ale do wybuchu wojny nie został przekazany do eksploatacji. Miał otrzymać turecką nazwę "Dogu"; był jedną z planowanej serii trzech jednostek (nazwy dwóch pozostałych – to "Egemen" i "Savas"). Po 1 września 1939 roku został przejęty − jako SS „Luderitzbucht” − przez niemieckiego armatora Süd Afrika Linien, a w roku 1940 przez Kriegsmarine, która wykorzystywała go jako hulk mieszkalny we Flensburgu.
W roku 1941, w bliżej nieznanych okolicznościach, zmieniono nazwę statku na SS „Duala” i jako taki zajęty został po zakończeniu II wojny światowej w roku 1945 przez Royal Navy, która początkowo wcieliła go do swej flotylli transportowców pod nazwą „Empire Oak”, lecz w roku następnym przekazała − w ramach niemieckich reparacji wojennych − Związkowi Radzieckiemu, gdzie otrzymał nazwę SS „Piotr Wielikij” (ros. „Пётр Великий”). Przebudowa ponownie na statek pasażerski okazała się zbyt kosztowna, więc w 1947 roku odsprzedano go Polsce.
Po rocznym remoncie w stoczni w Genui statek otrzymał imię SS „Jagiełło” i barwy GAL-u, ale nigdy nie zawitał do Gdyni. Był jedynym dużym statkiem pasażerskim ze stoczni Blohm & Voss, eksploatowanym pod polską banderą. Przez rok pływał − w kooperacji z włoską firmą armatorską Cosulich i z włoską w większości załogą (tylko kilku oficerów i specjalistów było Polakami) − na linii Morze Śródziemne-Ameryka Środkowa, po czym, wobec nieopłacalności przedsięwzięcia, statek wrócił ostatecznie (prawdopodobnie już nieodpłatnie) pod banderę ZSRR i do nazwy „Piotr Wielikij”.
Był eksploatowany (podobnie jak MS „Sobieski” przechrzczony na MS „Gruzija”) jako wycieczkowiec na Morzu Czarnym (pływał przeważnie na trasie Odessa-Soczi-Batumi). W roku 1974 został oddany na złom.